# Dąbie (Sandomierz)
Pour les articles homonymes, voir Dąbie (homonymie).
Dąbie est une localité polonaise de la gmina de Zawichost, située dans le powiat de Sandomierz en voïvodie de Sainte-Croix.